# .ne
.ne là tên miền quốc gia cấp cao nhất (ccTLD) của Niger.
Không liên quan đến tên miền cấp cao nhất.ne, "ne" đôi khi được sử dụng như tên miền cấp 2 trong tên miền của các nước khác, trong đó người đăng ký có thể đăng ký tên miền cấp 2 có dạng.ne.xx, trong đó xx là tên miền cấp quốc gia. Hai ví dụ là Nhật Bản (.ne.jp) và Hàn Quốc (.ne.kr). Những tên miền khác sử dụng "net".